# 真燕鰩屬
真燕鰩屬（英語：Prognichthys），也称燕飛魚屬，是飛魚科下的一個屬，目前已知該屬共有六個物種。

## 下属物种
本属包括以下物种：
- 短鰭真燕鰩 Prognichthys brevipinnis Valenciennes, 1847：又稱短鰭原飛魚、短鰭燕飛魚。
- 鈍吻真燕鰩 Prognichthys gibbifrons Valenciennes, 1847：又稱鈍吻燕飛魚。
- 華美真燕鰩 Prognichthys glaphyrae Parin, 1999
- 西方真燕鰩 Prognichthys occidentalis Parin, 1999
- 塞氏真燕鰩 Prognichthys sealei T. Abe, 1955：又稱塞氏燕飛魚，主要分布於太平洋和印度洋西部的亚热带和热带地区。[3]
- 鷸真燕鰩 Prognichthys tringa Breder, 1928，又稱鷸原飛魚